# Pagoda del Hoang Phuc

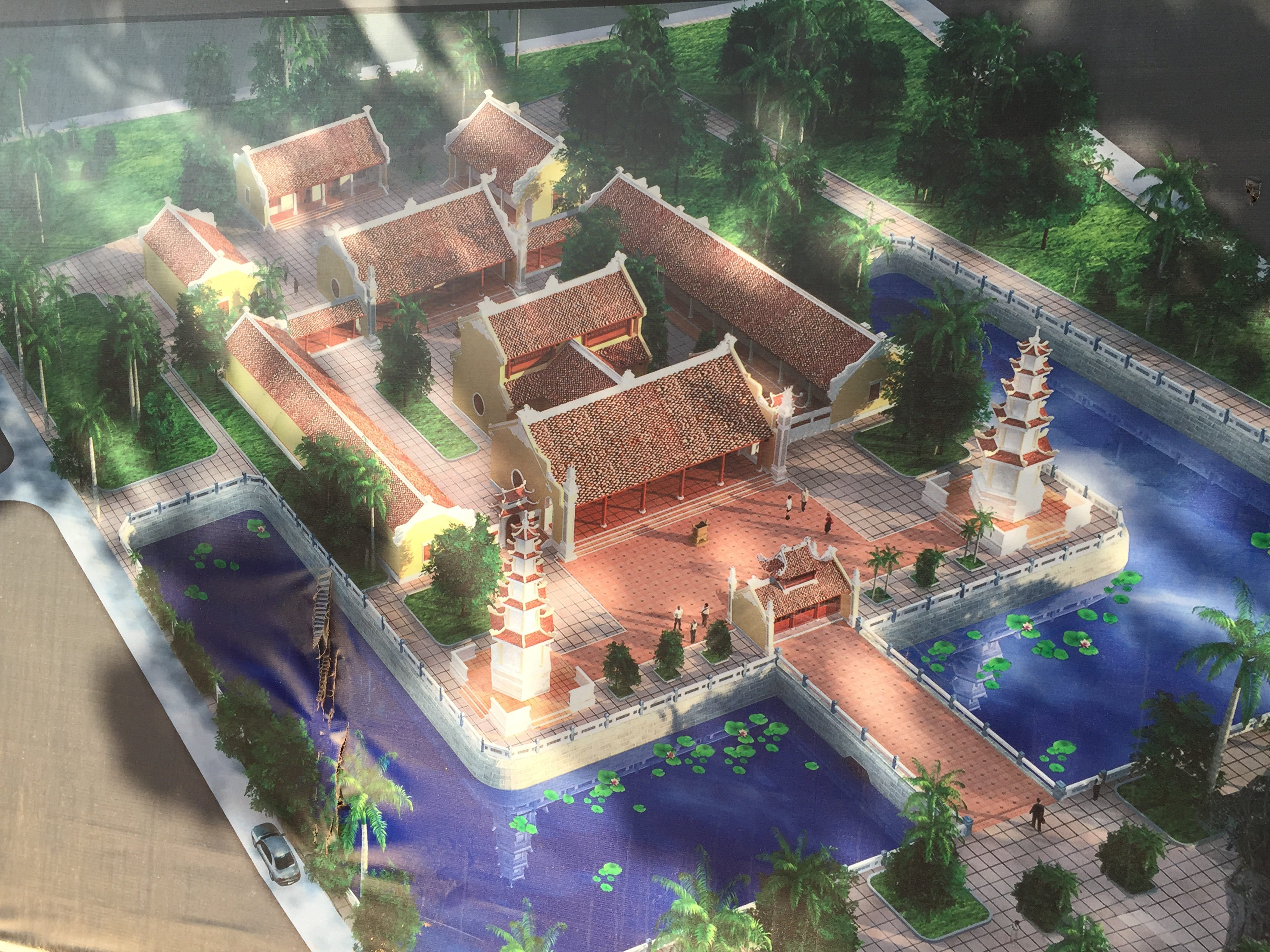
Pagoda de Hoang Phuc, Mỹ Thủy, Lệ Thủy, Quang Binh, Việt Nam.

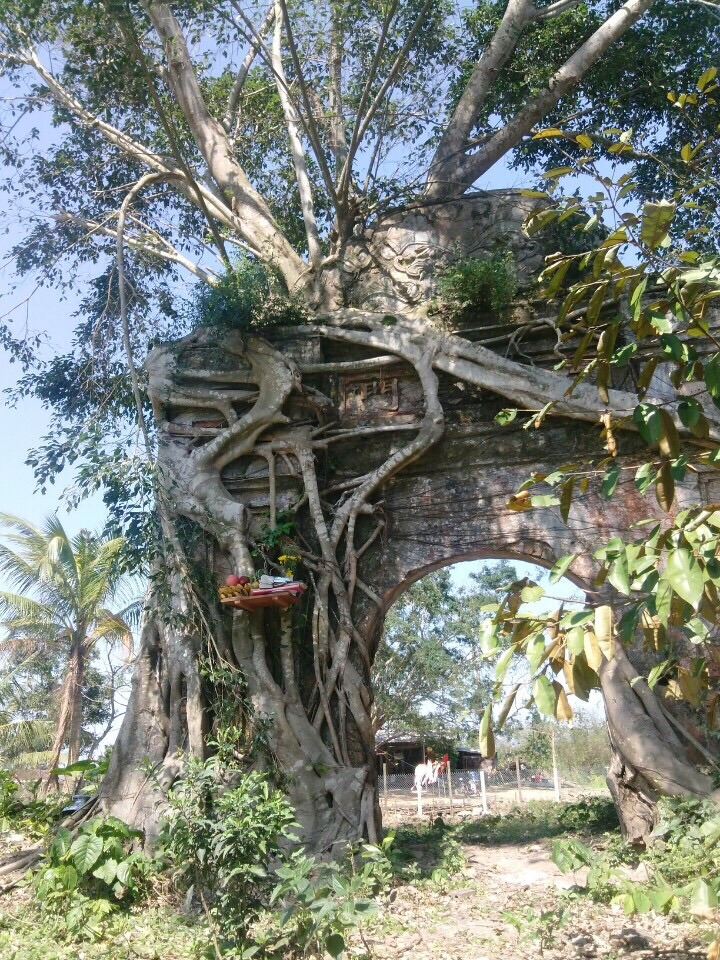
Pagoda de Hoang Phuc.

La Pagoda de Hoang Phuc (vi: Chùa Hoàng Phúc), conocida también como Chùa Quan) es un templo budista situado en el distrito de Lệ Thủy, Quảng Bình, Vietnam. 
Es el templo más antiguo en el centro de Vietnam. El templo fue construido en el siglo XIII y reconstruido muchas veces. En diciembre de 1985 el templo se derrumbó después de una tormenta. En 2014 comenzó la reconstrucción, inaugurándose el 16 de enero de 2016.